# Чебишевљеви полиноми
Чебишевљеви полиноми су ортогонални полиноми {\displaystyle T_{n}(x)} и {\displaystyle U_{n}(x)}. Чебишевљеви полиноми првога реда {\displaystyle T_{n}(x)} представљају решења диференцијалне једначине:
{\displaystyle (1-x^{2})\,y''-x\,y'+n^{2}\,y=0.\,\!}
Чебишевљеви полиноми другога реда {\displaystyle U_{n}(x)} представљају решења диференцијалне једначине:
{\displaystyle (1-x^{2})\,y''-3x\,y'+n(n+2)\,y=0.\,\!}
Те диференцијалне једначине су Штурм-Лијувиловога облика. Полиноми су добили назив у част рускога математичара Пафнутија Чебишева.

## Дефиниција полинома првога реда
Полиноми првога реда могу да се дефинишу и формулама рекурзије:
{\displaystyle {\begin{aligned}T_{0}(x)&=1\\T_{1}(x)&=x\\T_{n+1}(x)&=2xT_{n}(x)-T_{n-1}(x).\end{aligned}}}
Најчешћа генерирајућа функција Чебишевљевих полинома је:
{\displaystyle \sum _{n=0}^{\infty }T_{n}(x)t^{n}={\frac {1-tx}{1-2tx+t^{2}}}.\,\!}
Постоје још две друге генерирајуће функције:
{\displaystyle \sum _{n=0}^{\infty }T_{n}(x){\frac {t^{n}}{n!}}={1 \over 2}\left(e^{(x-{\sqrt {x^{2}-1}})t}+e^{(x+{\sqrt {x^{2}-1}})t}\right).\,\!}
и
{\displaystyle \sum \limits _{n=0}^{\infty }T_{n}\left(x\right){\frac {t^{n}}{n}}=\ln {\frac {e}{\sqrt {1-2tx+t^{2}}}}.}

## Дефиниција полинома другога реда
Полиноми другога реда могу да се дефинишу и формулама рекурзије:
{\displaystyle {\begin{aligned}U_{0}(x)&=1\\U_{1}(x)&=2x\\U_{n+1}(x)&=2xU_{n}(x)-U_{n-1}(x).\end{aligned}}}
Генерирајућа функција је дана са:
{\displaystyle \sum _{n=0}^{\infty }U_{n}(x)t^{n}={\frac {1}{1-2tx+t^{2}}}.\,\!}

## Ортогоналност
Чебишевљеви полиноми првога и другога реда представљају ортогоналне полиноме. Полиноми првога реда ортогонални су са тежинском функцијом {\displaystyle {\frac {1}{\sqrt {1-x^{2}}}}\,\!} на интервалу (−1,1), па је релација ортогоналности:
{\displaystyle \int _{-1}^{1}T_{n}(x)T_{m}(x)\,{\frac {dx}{\sqrt {1-x^{2}}}}={\begin{cases}0&:n\neq m\\\pi &:n=m=0\\\pi /2&:n=m\neq 0\end{cases}}}
Полиноми другога реда су ортогонални са тежинским фактором {\displaystyle {\sqrt {1-x^{2}}}\,\!}
па је релација ортогоналности:
{\displaystyle \int _{-1}^{1}U_{n}(x)U_{m}(x){\sqrt {1-x^{2}}}\,dx={\begin{cases}0&:n\neq m,\\\pi /2&:n=m.\end{cases}}}

## Везе између полинома првога и другога реда
{\displaystyle {\frac {d}{dx}}\,T_{n}(x)=nU_{n-1}(x){\mbox{ , }}n=1,\ldots }
{\displaystyle T_{n}(x)={\frac {1}{2}}(U_{n}(x)-\,U_{n-2}(x)).}
{\displaystyle T_{n+1}(x)=xT_{n}(x)-(1-x^{2})U_{n-1}(x)\,}
{\displaystyle T_{n}(x)=U_{n}(x)-x\,U_{n-1}(x),}
{\displaystyle U_{n}(x)=2\sum _{j\,\,{\text{odd}}}^{n}T_{j}(x)}, за непарни n.
{\displaystyle U_{n}(x)=2\sum _{j\,{\text{even}}}^{n}T_{j}(x)-1}, за парни n.

## Тригонометријска дефиниција
Чебишевљеви полиноми првога реда могу да се дефинишу помоћу тригонометријских релација као:
{\displaystyle T_{n}(x)=\cos(n\arccos x)=\cosh(n\,\mathrm {arccosh} \,x)\,\!}
где је:
{\displaystyle T_{n}(\cos(\vartheta ))=\cos(n\vartheta )\,\!}
Чебишевљеви полиноми другога реда реда могу да се дефинишу помоћу тригонометријских релација као:
{\displaystyle U_{n}(\cos(\vartheta ))={\frac {\sin((n+1)\vartheta )}{\sin \vartheta }}\,,}

## Разне једначине и релације
Чебишевљеви полиноми могу да се дефинишу и као решења Пелове једначине:
{\displaystyle T_{n}(x)^{2}-(x^{2}-1)U_{n-1}(x)^{2}=1\,\!}
Релација рекурзије за изводе Чебишевљивих полинома је:
{\displaystyle 2T_{n}(x)={\frac {1}{n+1}}\;{\frac {d}{dx}}T_{n+1}(x)-{\frac {1}{n-1}}\;{\frac {d}{dx}}T_{n-1}(x){\mbox{ , }}\quad n=1,\ldots }
Туранове неједначине за Чебишевљеве полиноме су облика:
{\displaystyle T_{n}(x)^{2}-T_{n-1}(x)T_{n+1}(x)=1-x^{2}>0{\text{ za }}-1<x<1\!} и
{\displaystyle U_{n}(x)^{2}-U_{n-1}(x)U_{n+1}(x)=1>0.\!}

## Примери
Неколико првих Чебишевљевих полинома првога реда:
{\displaystyle T_{0}(x)=1\,}
{\displaystyle T_{1}(x)=x\,}
{\displaystyle T_{2}(x)=2x^{2}-1\,}
{\displaystyle T_{3}(x)=4x^{3}-3x\,}
{\displaystyle T_{4}(x)=8x^{4}-8x^{2}+1\,}
{\displaystyle T_{5}(x)=16x^{5}-20x^{3}+5x\,}
{\displaystyle T_{6}(x)=32x^{6}-48x^{4}+18x^{2}-1\,}
{\displaystyle T_{7}(x)=64x^{7}-112x^{5}+56x^{3}-7x\,}
{\displaystyle T_{8}(x)=128x^{8}-256x^{6}+160x^{4}-32x^{2}+1\,}
{\displaystyle T_{9}(x)=256x^{9}-576x^{7}+432x^{5}-120x^{3}+9x\,}
Неколико првих Чебишевљевих полинома другога реда:
{\displaystyle U_{0}(x)=1\,}
{\displaystyle U_{1}(x)=2x\,}
{\displaystyle U_{2}(x)=4x^{2}-1\,}
{\displaystyle U_{3}(x)=8x^{3}-4x\,}
{\displaystyle U_{4}(x)=16x^{4}-12x^{2}+1\,}
{\displaystyle U_{5}(x)=32x^{5}-32x^{3}+6x\,}
{\displaystyle U_{6}(x)=64x^{6}-80x^{4}+24x^{2}-1\,}
{\displaystyle U_{7}(x)=128x^{7}-192x^{5}+80x^{3}-8x\,}
{\displaystyle U_{8}(x)=256x^{8}-448x^{6}+240x^{4}-40x^{2}+1\,}
{\displaystyle U_{9}(x)=512x^{9}-1024x^{7}+672x^{5}-160x^{3}+10x\,}